# Tessa Worley
Tessa Worley (ur. 4 października 1989 w Annemasse) – francuska narciarka alpejska, wielokrotna medalistka mistrzostw świata.

## Kariera
Po raz pierwszy na arenie międzynarodowej pojawiła się 25 listopada 2004 roku w Tignes, gdzie w zawodach FIS Race zajęła 32. miejsce w specjalistka gigancie. W 2006 roku wystartowała na mistrzostwach świata juniorów w Quebecu, zajmując czternaste miejsce w tej samej konkurencji. Jeszcze trzykrotnie startowała na imprezach tego cyklu, najlepszy wynik osiągając podczas mistrzostw świata juniorów w Formigal w 2008 roku, gdzie zdobyła brązowy medal w gigancie.
W Pucharze Świata zadebiutowała 4 lutego 2006 roku w Ofterschwang, zajmując 29. miejsce w gigancie. Tym samym już w swoim debiucie zdobyła pierwsze pucharowe punkty. Pierwsze podium zawodów PŚ wywalczyła 29 listopada 2008 r. w Aspen, wygrywając giganta. W zawodach tych wyprzedziła Tanję Poutiainen z Finlandii i Austriaczkę Elisabeth Görgl. W sezonie 2016/2017 zdobyła Małą Kryształową Kulę w klasyfikacji giganta, wynik ten powtarzając później w sezonie 2021/2022. Ponadto w tej samej klasyfikacji zajęła drugie miejsce w sezonach 2010/2011 i 2017/2018, a w sezonach 2011/2012, 2018/2019 i 2020/2021 była trzecia.
Pierwszy medal wśród seniorek Francuzka wywalczyła na mistrzostwach świata w Garmisch-Partenkirchen w 2011 roku, gdzie wspólnie z kolegami i koleżankami z reprezentacji zwyciężyła w rywalizacji drużynowej. Na tej samej imprezie zdobyła też brązowy medal w gigancie, przegrywając tylko z Tiną Maze ze Słowenii i Włoszką Federicą Brignone. Po drugim przejeździe awansowała aż o 16 pozycji, awansując na podium z 19. miejsca, które zajmowała po pierwszym przejeździe. Na rozgrywanych dwa lata później mistrzostwach świata w Schladming zwyciężyła w swojej koronnej konkurencji, wyprzedzając Maze i Austriaczkę Annę Fenninger. Następnie zdobyła złote medale w gigancie i zawodach drużynowych podczas mistrzostw świata w Sankt Moritz w 2017 roku. Ponadto wywalczyła brązowy medal w gigancie równoległym na mistrzostwach świata w Cortinie d’Ampezzo w 2021 roku.
Na igrzyskach olimpijskich w Vancouver w 2010 roku giganta ukończyła na szesnastej pozycji. Podczas rozgrywanych osiem lat później igrzysk w Pjongczangu była czwarta w zawodach drużynowych, siódma w gigancie, a w supergigancie zajęła 28. miejsce. Brała też udział w igrzyskach olimpijskich w Pekinie w 2022 roku, gdzie giganta nie ukończyła, w zawodach drużynowych była piąta, a w supergigancie dziewiętnasta.

## Osiągnięcia

### Igrzyska olimpijskie
| Miejsce | Dzień        | Rok  | Miejscowość | Konkurencja | Czas biegu | Strata | Zwyciężczyni        |
| ------- | ------------ | ---- | ----------- | ----------- | ---------- | ------ | ------------------- |
| 16.     | 24-25 lutego | 2010 | Vancouver   | Gigant      | 2:27,11    | +1,43  | Viktoria Rebensburg |
| 7.      | 15 lutego    | 2018 | Pjongczang  | Gigant      | 2:20,02    | +1,04  | Mikaela Shiffrin    |
| 28.     | 17 lutego    | 2018 | Pjongczang  | Supergigant | 1:21,11    | +2,43  | Ester Ledecká       |
| DNF2    | 7 lutego     | 2022 | Pekin       | Gigant      | 1:55,69    | -      | Sara Hector         |
| 19.     | 11 lutego    | 2022 | Pekin       | Supergigant | 1:13,51    | +1,79  | Lara Gut-Behrami    |

### Mistrzostwa świata
| Miejsce | Dzień     | Rok  | Miejscowość        | Konkurencja       | Czas biegu | Strata | Zwyciężczyni                        |
| ------- | --------- | ---- | ------------------ | ----------------- | ---------- | ------ | ----------------------------------- |
| 7.      | 12 lutego | 2009 | Val d’Isère        | Gigant            | 2:04,63    | +1,14  | Kathrin Hölzl                       |
| 1.      | 16 lutego | 2011 | Ga-Pa              | Drużynowo         | -          | -      | -                                   |
| 3.      | 17 lutego | 2011 | Ga-Pa              | Gigant            | 2:21,02    | +0,48  | Tina Maze                           |
| 27.     | 5 lutego  | 2013 | Schladming         | Supergigant       | 1:35,77    | +3,34  | Tina Maze                           |
| 1.      | 14 lutego | 2013 | Schladming         | Gigant            | 2:08,06    | -      | -                                   |
| 24.     | 3 lutego  | 2015 | Vail/Beaver Creek  | Supergigant       | 1:10,29    | +3,11  | Anna Fenninger                      |
| 13.     | 12 lutego | 2015 | Vail/Beaver Creek  | Gigant            | 2:19,16    | +3,11  | Anna Fenninger                      |
| 8.      | 3 lutego  | 2017 | Sankt Moritz       | Supergigant       | 1:32,34    | +0,84  | Nicole Schmidhofer                  |
| 1.      | 14 lutego | 2017 | Sankt Moritz       | Drużynowo         | -          | -      | -                                   |
| 1.      | 16 lutego | 2017 | Sankt Moritz       | Gigant            | 2:05,55    | -      | -                                   |
| 16.     | 5 lutego  | 2019 | Åre                | Supergigant       | 1:04,89    | +1,59  | Mikaela Shiffrin                    |
| 5.      | 12 lutego | 2019 | Åre                | Drużynowo         | –          | –      | Szwajcaria                          |
| 6.      | 14 lutego | 2019 | Åre                | Gigant            | 2:01,97    | +1,09  | Petra Vlhová                        |
| 13.     | 11 lutego | 2021 | Cortina d’Ampezzo  | Supergigant       | 1:25,51    | +1,30  | Lara Gut-Behrami                    |
| 3.      | 16 lutego | 2021 | Cortina d’Ampezzo  | Gigant równoległy | -          | -      | Marta Bassino Katharina Liensberger |
| 7.      | 18 lutego | 2021 | Cortina d’Ampezzo  | Gigant            | 2:30,66    | +1,64  | Lara Gut-Behrami                    |
| DNS2    | 6 lutego  | 2023 | Courchevel/Méribel | Kombinacja        | 1:57,47    | -      | Federica Brignone                   |
| 9.      | 8 lutego  | 2023 | Courchevel/Méribel | Supergigant       | 1:28,06    | +0,58  | Marta Bassino                       |
| DNF2    | 17 lutego | 2023 | Courchevel/Méribel | Gigant            | 2:07,13    | -      | Mikaela Shiffrin                    |

### Mistrzostwa świata juniorów
| Miejsce | Dzień     | Rok  | Miejscowość | Konkurencja | Czas biegu | Strata | Zwyciężczyni        |
| ------- | --------- | ---- | ----------- | ----------- | ---------- | ------ | ------------------- |
| 14.     | 7 marca   | 2006 | Quebec      | Gigant      | 2:22,43    | +2,33  | Tina Weirather      |
| 9.      | 8 marca   | 2007 | Altenmarkt  | Gigant      | 2:14,90    | +2,25  | Nicole Schmidhofer  |
| DNF     | 9 marca   | 2007 | Altenmarkt  | Supergigant | 1:19,34    | -      | Nicole Schmidhofer  |
| DNS1    | 11 marca  | 2007 | Altenmarkt  | Salom       | 1:44,23    | -      | Ilka Štuhec         |
| 18.     | 28 lutego | 2008 | Formigal    | Slalom      | 1:33,85    | +3,32  | Bernadette Schild   |
| 3.      | 29 lutego | 2008 | Formigal    | Gigant      | 1:42,50    | +0,36  | Anna Fenninger      |
| 8.      | 1 marca   | 2009 | Ga-Pa       | Slalom      | 1:42,07    | +1,79  | Denise Feierabend   |
| 8.      | 2 marca   | 2009 | Ga-Pa       | Gigant      | 2:45,81    | +2,50  | Viktoria Rebensburg |

### Puchar Świata

#### Miejsca w klasyfikacji generalnej
- sezon 2005/2006: 118.
- sezon 2006/2007: –
- sezon 2007/2008: 42.
- sezon 2008/2009: 39.
- sezon 2009/2010: 37.
- sezon 2010/2011: 16.
- sezon 2011/2012: 11.
- sezon 2012/2013: 11.
- sezon 2013/2014: 40.
- sezon 2014/2015: 49.
- sezon 2015/2016: 27.
- sezon 2016/2017: 6.
- sezon 2017/2018: 13.
- sezon 2018/2019: 14.
- sezon 2019/2020: 29.
- sezon 2020/2021: 12.
- sezon 2021/2022: 8.
- sezon 2022/2023: 16.

#### Zwycięstwa w zawodach
1. Aspen – 29 listopada 2008 (gigant)
2. Åre – 12 grudnia 2009 (gigant)
3. Aspen – 27 listopada 2010 (gigant)
4. Sankt Moritz – 12 grudnia 2010 (gigant)
5. Semmering – 28 grudnia 2010 (gigant)
6. Kranjska Gora – 21 stycznia 2012 (gigant)
7. Soldeu – 12 lutego 2012 (gigant)
8. Sankt Moritz – 15 grudnia 2013 (gigant)
9. Killington – 26 listopada 2016 (gigant)
10. Sestriere – 10 grudnia 2016 (gigant)
11. Maribor – 7 stycznia 2017 (gigant)
12. Lenzerheide – 27 stycznia 2018 (gigant)
13. Sölden – 27 października 2018 (gigant)
14. Kronplatz – 26 stycznia 2021 (gigant)
15. Lienz – 28 grudnia 2021 (gigant)
16. Lenzerheide – 6 marca 2022 (gigant)

#### Pozostałe miejsca na podium w zawodach
1. Lienz – 28 grudnia 2011 (gigant) – 3. miejsce
2. Sankt Moritz – 9 grudnia 2012 (gigant) – 3. miejsce
3. Courchevel – 16 grudnia 2012 (gigant) – 3. miejsce
4. Semmering – 28 grudnia 2012 (gigant) – 3. miejsce
5. Lenzerheide – 17 marca 2013 (gigant) – 2. miejsce
6. Semmering – 27 grudnia 2016 (gigant) – 2. miejsce
7. Semmering – 28 grudnia 2016 (gigant) – 2. miejsce
8. Kronplatz – 24 stycznia 2017 (gigant) – 2. miejsce
9. Squaw Valley − 10 marca 2017 (gigant) – 3. miejsce
10. Sölden – 28 października 2017 (gigant) – 2. miejsce
11. Courchevel – 20 grudnia 2017 (gigant) – 2. miejsce
12. Kranjska Gora – 6 stycznia 2018 (gigant) – 2. miejsce
13. Courchevel – 21 grudnia 2018 (gigant) – 3. miejsce
14. Semmering – 28 grudnia 2018 (gigant) – 3. miejsce
15. Kronplatz – 15 stycznia 2019 (gigant) – 2. miejsce
16. Sölden – 26 października 2019 (gigant) – 3. miejsce
17. Maribor – 16 stycznia 2021 (gigant) – 2. miejsce
18. Maribor – 8 stycznia 2022 (gigant) – 2. miejsce
19. Kronplatz – 25 stycznia 2022 (gigant) – 3. miejsce

- W sumie 16 zwycięstw, 10 drugich i 9 trzecich miejsc.